# Hercostomus tianmushanus
Hercostomus tianmushanus är en tvåvingeart som beskrevs av Yang 1998. Hercostomus tianmushanus ingår i släktet Hercostomus och familjen styltflugor. Inga underarter finns listade i Catalogue of Life.